# پیتر ویرنزبرگر
پیتر ویرنزبرگر (انگلیسی: Peter Wirnsberger؛ زادهٔ ۱۳ سپتامبر ۱۹۵۸) اسکی‌باز آلپاین اهل اتریش است.